# Стопудівка
Стопуді́вка — щорічний музичний фестиваль, що проводиться з 2013 року під Дніпропетровськом (нині Дніпро).

## Історія
У 2013—2014 роках фестиваль проводився в селі Ракове (43 км від центру Дніпропетровська). У 2013 році силами молодіжної організації «К12» на місці занедбаного села Раково, у якому на той момент залишилося два місцевих жителі, було побудовано мистецький хутір «Стопудівка». Територія села була облагороджена, будинки відновлені, задекорована національними орнаментами і петриківським розписом, побудована стаціонарна фестивальна сцена і вся необхідна для фестивалю інфраструктура: альтанки, бар, кухня, душі, туалети, точки питної води, наметове містечко, ярмарок виробів ручної роботи, дитячий майданчик та ін.

## Учасники
У 2013 році на даному майданчику було успішно проведено 4 фестивалю: «Відкриття Стопудівки» (гедлайнери Антитіла, Epolets), «Етностеп» (гедлайнери — Іванна Нечай], Гапочка, Друзья Гагарина), «Pepsi-fest» (гедлайнери The Hardkiss), «Rising up fest» (гедлайнер ТОК).
У 2014 році був проведений 1 фестиваль 11—13 липня, який зібрав близько 2000 гостей. Хедлайнерами стали відомі музичні колективи: Антитіла та Крихітка.
У 2015 році фестиваль пройде 7—9 серпня. Цей фестиваль значно відрізняється від всіх попередніх:
- Оргкомітет співпрацює з благодійною громадською організацією «Творити Добро Легко» і носить назву «СТОПУДІВКА TURBOta fest». Відповідно, мета фестивалю благодійна: цього року зібрані кошти будуть витрачені на вихованців Дніпропетровського та Поливанівського будинків-інтернатів. Завдяки фестивалю діти пройдуть курс лікування в реабілітаційно-оздоровчому центрі «Маяк»;
- місцем проведення стане не однойменний мистецький хутір «Стопудівка», як у минулих роках, а парк відпочинку «Новоселиця» з кількома сценами, пляжами, численними активностями та можливостями для цікавого відпочинку, що став відомим як місце проведення фестивалю «The Best city» у 2012 та 2013 роках;
- Лайнап фестивалю вміщує найгучніші українські гурти: Brutto, Воплі Відоплясова, Сергій Бабкін, O.Torvald, Табула Раса, Epolets, Bahroma, Fontaliza, Гражданин Топинамбур, Jinjer, Kadnay, We are!!, Morj, Масса Причин, Кімната Гретхен, Ласковые Усы, Secret avenue, 5 vymir, Red wolf, Cheshires, Сметана band, Radionika, Varta, The Outland та багато інших гуртів.

Окрім головної музичної сцени, на фестивалі будуть діяти такі майданчики:
- Пляжна музична сцена
- Театрально-поетична сцена
- Дитячий майданчик з аніматорами
- Спортивний майданчик: пляжний волейбол, джампери, слеклайн
- White bar: 8 серпня конкурс моделей, 9 серпня конкурс з бодібілдінгу
- Meet&greet зона: автограф-сесії та фотосети з хедлайнерами, тренінги, майстер-класи відомих людей
- Пляжна зона: відпочинок, риболовний конкурс
- Наметове містечко: безкоштовне проживання, прокат наметів, душі, туалети
- Hand-made зона: ярмарок, майстер-класи
- Фудкорти: відпочинок, риболовний конкурс